# Basterdwederikpeulmot
De basterwederikpeulmot (Mompha subbistrigella) is een vlinder uit de familie wilgenroosjesmotten (Momphidae).
De spanwijdte varieert van 7 tot 12 millimeter.